# جایزه بزرگ آلمان ۱۹۶۵
جایزه بزرگ آلمان ۱۹۶۵ (انگلیسی: ‎1965 German Grand Prix‎) یک مسابقهٔ موتوری در رشتهٔ اتومبیل‌رانی فرمول یک بود که در تاریخ ۱ اوت ۱۹۶۵ در نوربورگ‌رینگ واقع در نوربورگ، آلمان غربی برگزار شد. این گراند پری در میان ۱۰ گراند پری در فصل ۱۹۶۵، مسابقهٔ شمارهٔ ۷ بود.
در این مسابقه که در ۱۵ دور و به مسافت ۳۴۲٫۱۵ کیلومتر (۲۱۲٫۶۰۲ مایل) برگزار شد، پول پوزیشن توسط جیم کلارک کسب شد و سریع‌ترین زمان برای طی یک دور پیست که برابر با ۸:۲۴٫۱ بود نیز توسط جیم کلارک به ثبت رسید.
جیم کلارک از تیم لوتوس-کلیمکس، گراهام هیل از تیم بی‌آرام و دن گرنی از تیم برابام-کلیمکس به‌ترتیب مقام‌های اول تا سوم مسابقه را کسب کردند.

## رده‌بندی قهرمانی پس از مسابقه
|       | جایگاه | راننده      | امتیاز  |
| ----- | ------ | ----------- | ------- |
|       | ۱      | جیم کلارک   | ۵۴      |
|       | ۲      | گراهام هیل  | ۳۰ (۳۲) |
|       | ۳      | جکی استوارت | ۲۵      |
|       | ۴      | جان سرتیز   | ۱۷      |
| ۳     | ۵      | دن گرنی     | ۹       |
| منبع: |        |             |         |

|       | جایگاه | سازنده        | امتیاز  |
| ----- | ------ | ------------- | ------- |
|       | ۱      | لوتوس-کلیمکس  | ۵۴      |
|       | ۲      | بی‌آرام        | ۳۹ (۴۳) |
|       | ۳      | فراری         | ۲۱      |
|       | ۴      | برابام-کلیمکس | ۱۵      |
|       | ۵      | کوپر-کلیمکس   | ۱۱      |
| منبع: |        |               |         |

یادداشت
- تنها پنج جایگاه نخست از هر رده‌بندی نمایش داده شده‌است.